# Heterogynis canalensis
Heterogynis canalensis is een vlinder uit de familie Heterogynidae. De wetenschappelijke naam is voor het eerst geldig gepubliceerd in 1904 door Thomas Algernon Chapman.
De soort komt voor in Europa.